# Starověká osada v Nidě
Starověká osada v Nidě, litevsky Nidos senovės gyvenvietė, je archeologické naleziště v Nidě v Nerinze na Kuršské kose v Národním parku Kuršská kosa v Klaipėdském kraji v západní Litvě.

## Další informace
Starověká osada v Nidě je neolitické sídliště cca 1,5 km jihozápadně od Nidy a východně od silnice č. 167 vedoucí k hraničnímu přechodu Morskoe–Nida. V době kamenné se osada nacházela na břehu laguny, ale nyní se nachází v lese na západním úpatí duny Parnidžio kopa. Vykopávky odhalily zbytky sloupů dřevěných staveb, ohnišť, keramické střepy, škrabadla, vrtáky, hroty šípů, sekery, motyky, jantar, kosti, rybářské nářadí, pazourky aj. Osadníci se věnovali zemědělství a rybolovu. Archeologické osídlení Nidy patří do baltsko-pomořanské kultury (tj. Rzuczewská kultura či Pamarių kultūra) z první poloviny 2. tisíciletí př.Kr. V 19. století zde prováděli vykopávky němečtí archeologové, v letech 1973-1978 sovětští archeologové a v letech 2011–2013 a 2016 litevští archeologové. Od roku 2001 je místo památkově chráněno.